# Welsh Golf Classic
O Welsh Golf Classic foi um torneio masculino de golfe profissional no circuito europeu da PGA, que se realizou anualmente no País de Gales entre 1979 e 1982. A primeira edição decorreu no Wenvoe Castle Golf Club, próximo a Cardiff, com os outros três torneios ocorridos no Royal Porthcawl Golf Club, em Mid Glamorgan.
O vencedor mais notável foi o futuro bicampeão do principal torneio Sandy Lyle.

## Campeões
| Ano                 | Campeão          | País          | Local                     | Pontuação     | Par           | Margem de vitória | Vice-campeão(ões)                         |               |
| Coral Classic       | Coral Classic    | Coral Classic | Coral Classic             | Coral Classic | Coral Classic | Coral Classic     | Coral Classic                             | Coral Classic |
| ------------------- | ---------------- | ------------- | ------------------------- | ------------- | ------------- | ----------------- | ----------------------------------------- | ------------- |
| 1982                | Gordon Brand Jnr | Escócia       | Royal Porthcawl Golf Club | 273           | −15           | 3 tacadas         | Greg Norman                               |               |
| 1981                | Des Smyth        | Irlanda       | Royal Porthcawl Golf Club | 282           | −6            | 2 tacadas         | Michael King Bernhard Langer John O'Leary |               |
| Coral Welsh Classic |                  |               |                           |               |               |                   |                                           |               |
| 1980                | Sandy Lyle       | Escócia       | Royal Porthcawl Golf Club | 277           | −11           | 5 tacadas         | Martin Foster                             |               |
| Welsh Golf Classic  |                  |               |                           |               |               |                   |                                           |               |
| 1979                | Mark James       | Inglaterra    | Wenvoe Castle Golf Club   | 278           | −6            | Playoff           | Mike Miller Eddie Polland                 |               |